# ポリ酸
ポリ酸（ポリさん、ポリオキソメタレート、polyoxometalate）はオキソ酸が縮合してできた陰イオン種であり、3族以外の前期遷移金属元素（4族–7族）に多く知られている。金属元素からなるポリ酸は金属酸化物の分子状イオン種であるとみなすことができる。化学式が[MxOy]n− （M = Mo, V, W, Ti, Al, Nb など）で表される分子を指す呼称である。ポリオキソメタレート (POM) または金属オキソ酸とも言う。一種類の遷移金属イオンから構成される化合物はイソポリ酸、複数種のオキソ酸からなるものはヘテロポリ酸と呼ばれる。
多くのポリ酸の中心元素は、複数の酸素原子が結合しているため最高酸化数まで酸化された状態である場合が多い。たとえば Mo(VI), V(V), W(VI) などが典型的なポリ酸として知られている。最高酸化数のポリ酸は酸化されないため、酸化触媒として優れた特性を示す。また、高い酸化数を持つ中心元素の存在のためプロトンを解離しやすいので、強酸である場合が多い（オキソ酸の酸性度）。

## 構造

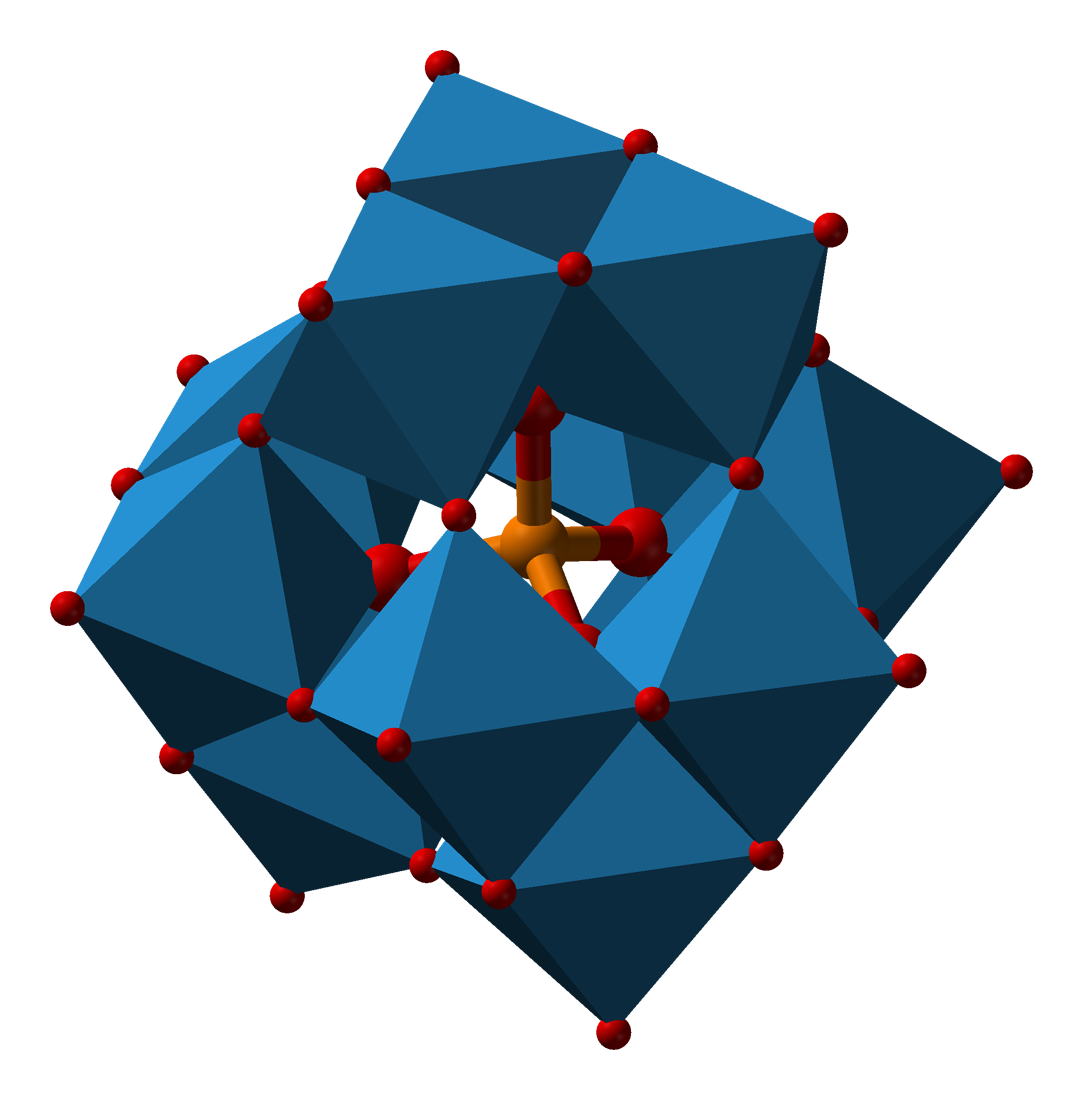
タングストリン酸の多面体表示

ポリ酸は金属原子などに酸素原子が 4, 5, 6配位した結果、MO4四面体、MO5正方錘、MO6六面体、またはMO5三方両錘からなる基本単位から構成される。そして、脱水縮合反応により酸素原子が基本単位間を架橋し、頂点、稜または面を介して結合していくことにより、多彩な構造体を形成することができる。
ケギン型、ドーソン型、アンダーソン型などの構造が知られている。複雑な三次元構造を見やすくするため、ベンゼン環を6角形で省略するように、ポリ酸の表示には基本単位を多面体で示す多面体表示がよく用いられる。

## 一次構造
ポリ酸イオンのアニオン構造（骨格構造）は一次構造と称される。骨格原子・ヘテロ原子の種類（とその個数）・配位する酸素原子の共有関係により、一次構造は決まる。同じ分子式でもまったく別の構造をもつ場合もある。また、骨格原子は異なるが同一の骨格構造をもつ場合がありそれらはケギン型、アンダーソン型、ドーソン型のようにまとめて呼称される。しかし物性は骨格原子、ヘテロ原子の種類や酸化状態によって変化する場合が多い。ポリ酸は「ポリアニオン」と表記されることから明らかなように、陰イオンであるため対カチオンが存在する。ポリ酸の固体状態については次の二次構造で説明する。

## 二次構造
固体のポリ酸塩の物性を規定する結晶構造は二次構造と呼称される。液相の均一系触媒にポリ酸を利用する場合には、存在するポリ酸の一次構造やその安定性などが重要視されるが、不均一系触媒として用いる際には、一次構造だけでなくポリ酸塩の結晶構造も、その触媒活性に大きく影響してくる。二次構造は、ポリ酸イオン、対カチオン、しばしば結晶格子中に存在する溶媒分子との位置関係を示すが、ポリ酸イオンと対カチオンとの大きさの違いから結晶格子中のパッキングに任意性があるため、必ずしも一義的に決定されるものではなく、固体化の条件に影響される。またプロトンを対カチオンとしたケギン型ヘテロポリ酸の「擬液相」挙動でみられるように二次構造が流動的な場合も存在する。

## 特徴
- 電気化学・光化学的に可逆な多電子酸化還元反応を行うものが多いことから、酸化還元触媒としての性能に注目が集まっている。また、この性質は特にKeggin型ヘテロポリ酸が強く示す。
- 水及び極性溶媒に溶解できる。
- 金属の一部分を異種金属で置換することができる。
- さまざまな分子をゲストとして抱接する分子を形成しやすい。
- 酸性度が高い。
- 耐酸化性能に優れている。

## 医学的応用
- 癌治療

ポリ酸は化学反応もしくはタンパク質の構造を変化させる事によって癌治療への適用が期待されている。特にアンダーソンタイプのポリ酸とヘプタモリブデン酸塩が癌の進行の抑圧に効果的であり、中でも(NH3Pr)6[Mo7O24]は癌細胞内で還元反応を起こす事によって細胞溶解を引き起こす。この化合物の抗癌作用は[Mo7O24]6から来るとされており、癌細胞内で酸化還元を繰り返す事によってATPの生成を妨げる。その他に、ドーソンポリ酸はDNAがSox2というタンパク質と反応を起こすのを防ぐことによって肺癌、胃癌、悪性神経膠腫や乳癌の治療を可能とする。メカニズムとしてはドーソンポリ酸がSox2と反応すると、ポリ酸とDNAのリン酸骨格が反発するためSox2のN-末端の構造を変え、その結果Sox2とDNAが噛み合なくなる。
- HIV治療

ポリ酸のHIV治療のメカニズムは未だ解明されていないが、研究によってポリ酸は細胞内のHIV-1逆転写酵素の働きを弱める事が分かって来た。その上ポリ酸はウイルスの侵入を防ぐ事も可能であると証明されている。ウェルズードーソン型のニオブを含んだポリ酸はHIV-1プロテアーゼを抑制する事によって治療効果を発揮する。
- アルツハイマー症候群

アルツハイマー治療はアミロイドβの集合を防ぐ、もしくは抑圧する事を目的とし、ウェルズードーソン型のポリ酸はその治療にもっとも効果的とされている。
- 問題点

ポリ酸はその水溶性から多くの患者に投与されているがポリ酸に含まれる金属には宿主に害をなす可能性があり、尚かつポリ酸の効果は構造や型、大きさ、電荷、それからウイルスの株に大きく左右される。ポリ酸は医療への応用が期待されているが、中にはHPA 23のように毒性が強くあまり治療効果のない物も存在する。

## 歴史
- 1826年 - イェンス・ベルセリウスがモリブデン酸アンモニウム (NH4)3PMo12O40・aq の塩を合成し、組成分析
- 1864年 - C・マリニャックが 12タングストケイ酸 (SiW12O40) を合成し、組成を正確に決定
- 1872年 - C・シャイブラー (Scheibler) が12タングストリン酸 (PW12O40) の生成を確認
- 1880年 - D・クライン (Klein) と F・マウロ (Mauro) が12タングストホウ酸 (BW12O40) を合成
- 1887年 - R・フィンケラー (Finkener)がドーソン構造を持つ18タングストリン酸 (P2W18O62) を合成
- 1909年 - H・コパウ (Copaux) が12タングストホウ酸の正確な組成を決定、その異性体を発見
- 1933年 - J・F・ケギン (Keggin) がα型12タングストリン酸の立体構造（通称ケギン構造）を粉末X線回折写真より決定[9]
- 1941年 - K・H・ヤール (Jahr) がγ型ケギン構造を提唱
- 1950年 - インバー・リンドクビスト (Invar Lindqvist) が Mo7O24 のアンモニウム塩および Mo8O26 のアンモニウム塩の構造を決定
- 1953年 - B・ドーソン (Dawson) が 2:18 型ポリ酸である P2W18O62 の構造を決定（通称ドーソン構造）[10]
- 1956年 - F・J・C・ロセッティ (Rossotti)、H・S・ロセッティが初めてポリアニオンの溶液内状態を決定